# Limbach (bei Kirn)
Limbach település Németországban, Rajna-vidék-Pfalz tartományban. Lakosainak száma 290 fő (2023. december 31.).

## Népesség
A település népességének változása:
| Lakosok száma | 343  | 315  | 289  | 299  | 294  | 287  | 290  |
|               | 1975 | 2014 | 2017 | 2019 | 2021 | 2022 | 2023 |